# 中華郵政股份有限公司職階人員甄試

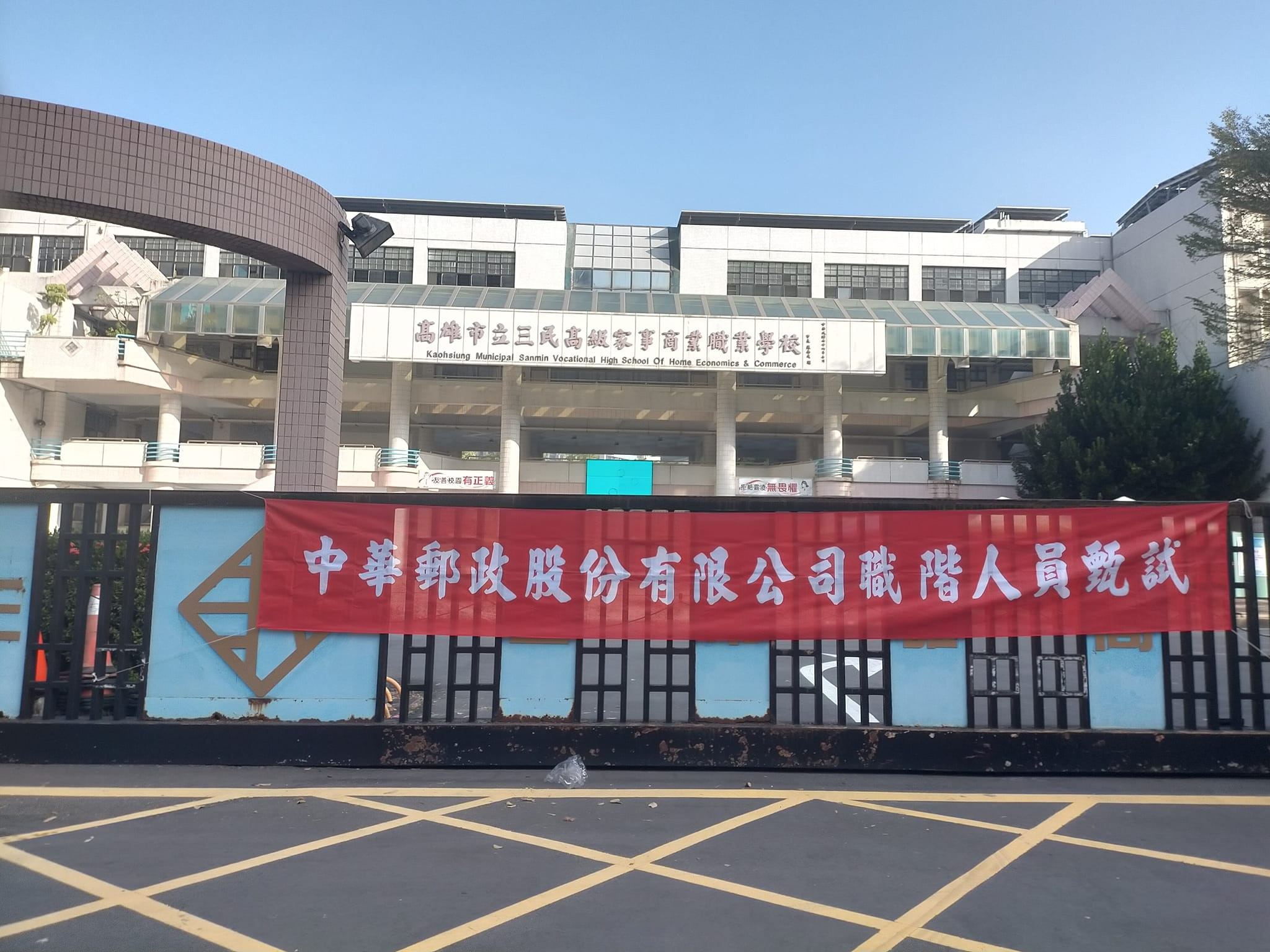
2022年11月12日中華郵政股份有限公司職階人員甄試筆試考場紅布條（拍攝於三民家商）

中華郵政股份有限公司職階人員甄試是中華郵政不定期舉辦之職階人員招考，通常會委託台灣金融研訓院辦理。一般會分成兩階段甄試，分別是第一試筆試（台北、台中、高雄3個考區同時舉行）和第二試口試、體能測驗辦理。

## 歷年招考
在不考慮其它因素之下，若有同時招考營運職、專業職（一）、專業職（二）內勤、專業職（二）外勤等4類的甄試時，近3次的時間分別如下：
| 年份                | 筆試日期          | 口試、體能測驗日期          |
| ------------------- | ----------------- | --------------------------- |
| 民國111年（2022年） | 民國111年11月12日 | 民國111年12月24日、12月25日 |
| 民國112年（2023年） | 民國113年1月7日   | 民國113年2月24日、2月25日   |
| 民國114年（2025年） | 民國114年5月4日   | 民國114年6月28日、6月29日   |

## 外部連結
- 中華郵政全球資訊網 - 職階人員甄選進用規範 （页面存档备份，存于）